# Toru Ojima
Toru Ojima (født 22. februar 1976) er en tidligere japansk fodboldspiller.
Han har spillet for flere forskellige klubber i sin karriere, herunder Urawa Reds, Kawasaki Frontale og Montedio Yamagata.